# Coín
Coín település Spanyolországban, Málaga tartományban. Coín Alhaurín el Grande, Mijas, Ojén, Monda, Guaro, Alozaina, Casarabonela, Cártama és Pizarra községekkel határos. Lakosainak száma 25 809 fő (2024).

## Népesség
A település népessége az elmúlt években az alábbi módon változott:
| Lakosok száma | 17 998 | 19 295 | 20 870 | 21 866 | 22 159 | 21 561 | 21 562 | 22 147 | 24 309 | 25 809 |
|               | 2001   | 2004   | 2007   | 2009   | 2011   | 2015   | 2017   | 2019   | 2022   | 2024   |